# Jaume Soler i Pastells
Jaume Soler i Pastells (Arbúcies, 7 de febrer de 1950) és un polític d'esquerres i independentista català, que fou batlle municipal d'Arbúcies entre 1979 i 2003.

## Biografia
Estudià als Salesians de Mataró i al Seminari Salesià de Girona. Amb quinze anys començà a treballar de flequer al forn familiar Can Nic, feina que combinaria amb la seva posterior carrera política. A finals dels 60 participà en activitats culturals i formatives del Centre Parroquial.
El 28 de juliol del 1976 participà en la recepció a Arbúcies de la columna Tramuntana de la Marxa de la Llibertat, cosa que li comportà un empresonament de quatre dies. El 3 de desembre de 1976 participà en la fundació legal de l'Assemblea Democràtica d'Arbúcies, integrada a l'Assemblea de Catalunya. El 18 d'octubre de 1978 es dissolgué l'ADA, que es convertí en la Candidatura Unitària i Popular d'Arbúcies. A les primeres eleccions municipals després del franquisme, CUPA obtingué majoria absoluta amb Jaume Soler de cap de llista, cosa que el convertí en batlle. Revalidà les majories absolutes fins a les eleccions de 2003, quan perdé la batllia. A les eleccions de 2007 deixà de ser el cap de llista de CUPA i regidor de l'Ajuntament.
Durant el seu mandat es crearen el Museu Etnològic del Montseny, la Llar de Jubilats, el Poliesportiu i les Piscines municipals, l'Àrea de Joventut Torre del Vent, Escola d'Educació Permanent d'Adults i el Parc del Sot del Palau.
Formà part del Partit Socialista d'Alliberament Nacional, l'Assemblea Municipal de l'Esquerra Independentista, de l'Assemblea Unitària per l'Autodeterminació, del Fons Català de Cooperació al Desenvolupament, del Consell Comarcal de la Selva, treballà a l'Àrea de Cooperació de la Fundació Josep Comaposada —vinculada a la UGT de Catalunya—, presidí l'ONG SOARPAL (Solidaritat Arbúcies - Palacagüina) i formà part del Col·lectiu Drassanes.